# Liste der Mitgliedstaaten im Rheinbund
Liste der Mitgliedstaaten im Rheinbund.

## Mitgliedstaaten

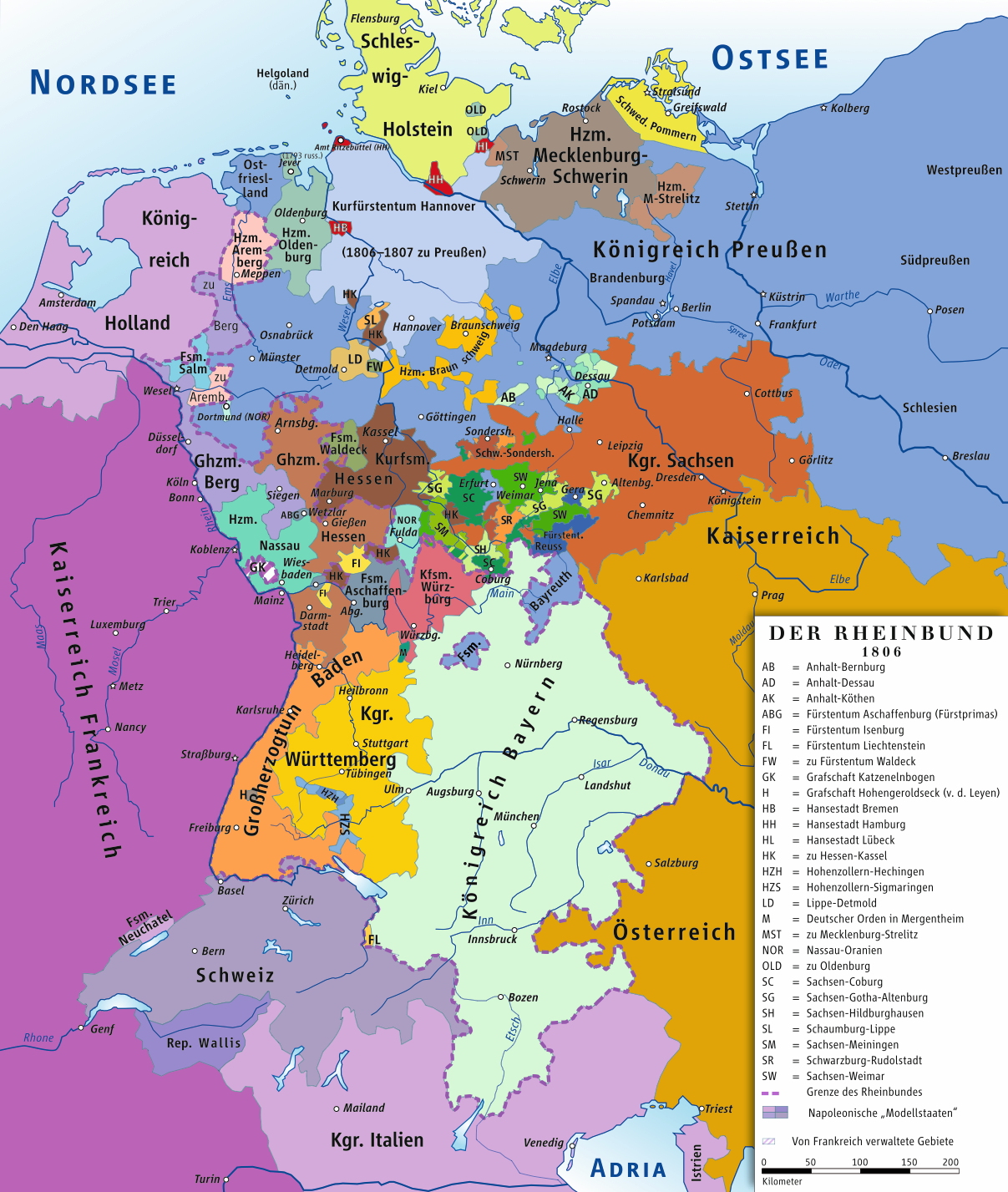
Mitgliedstaaten des Rheinbundes 1806

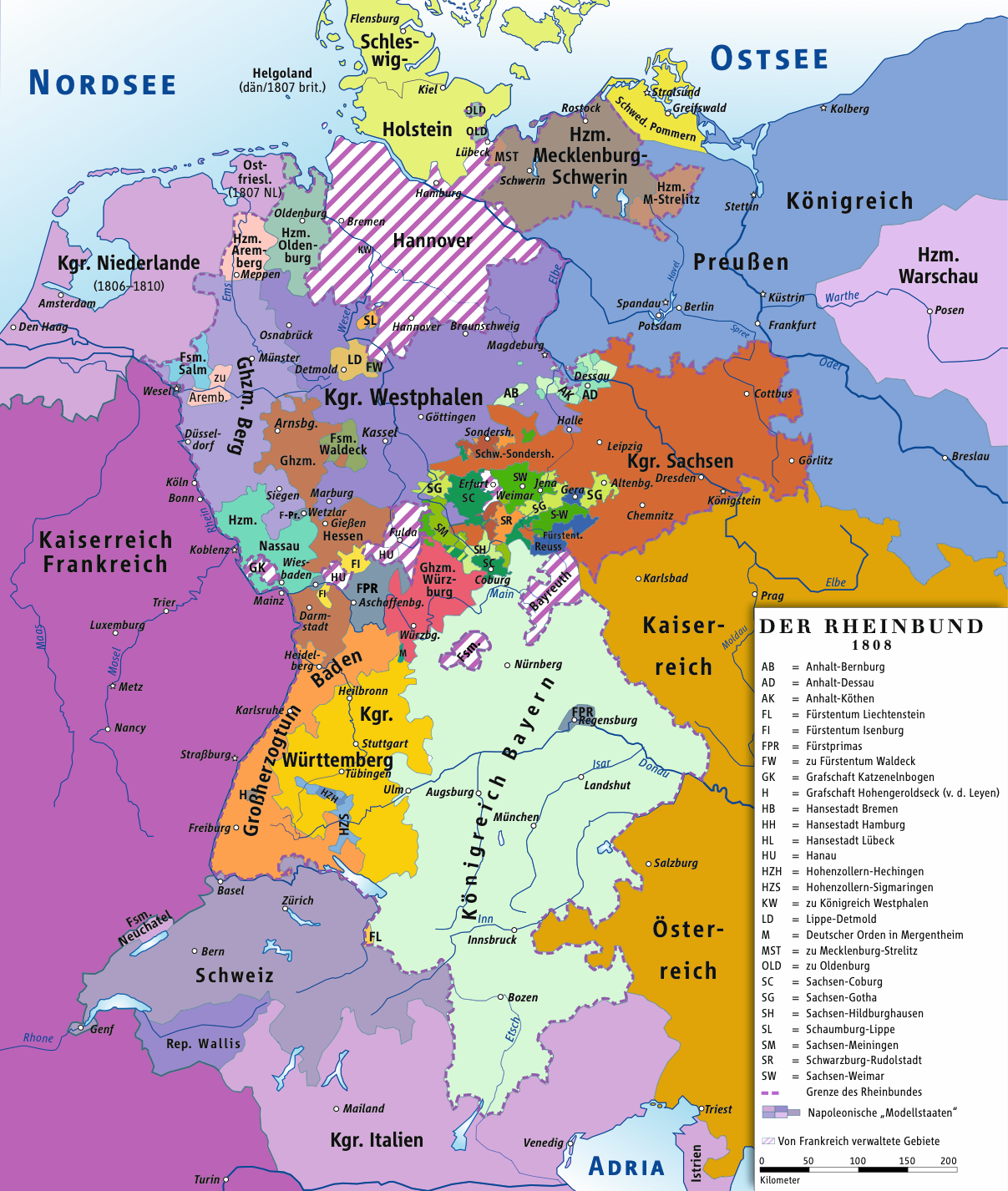
Mitgliedstaaten des Rheinbundes 1808

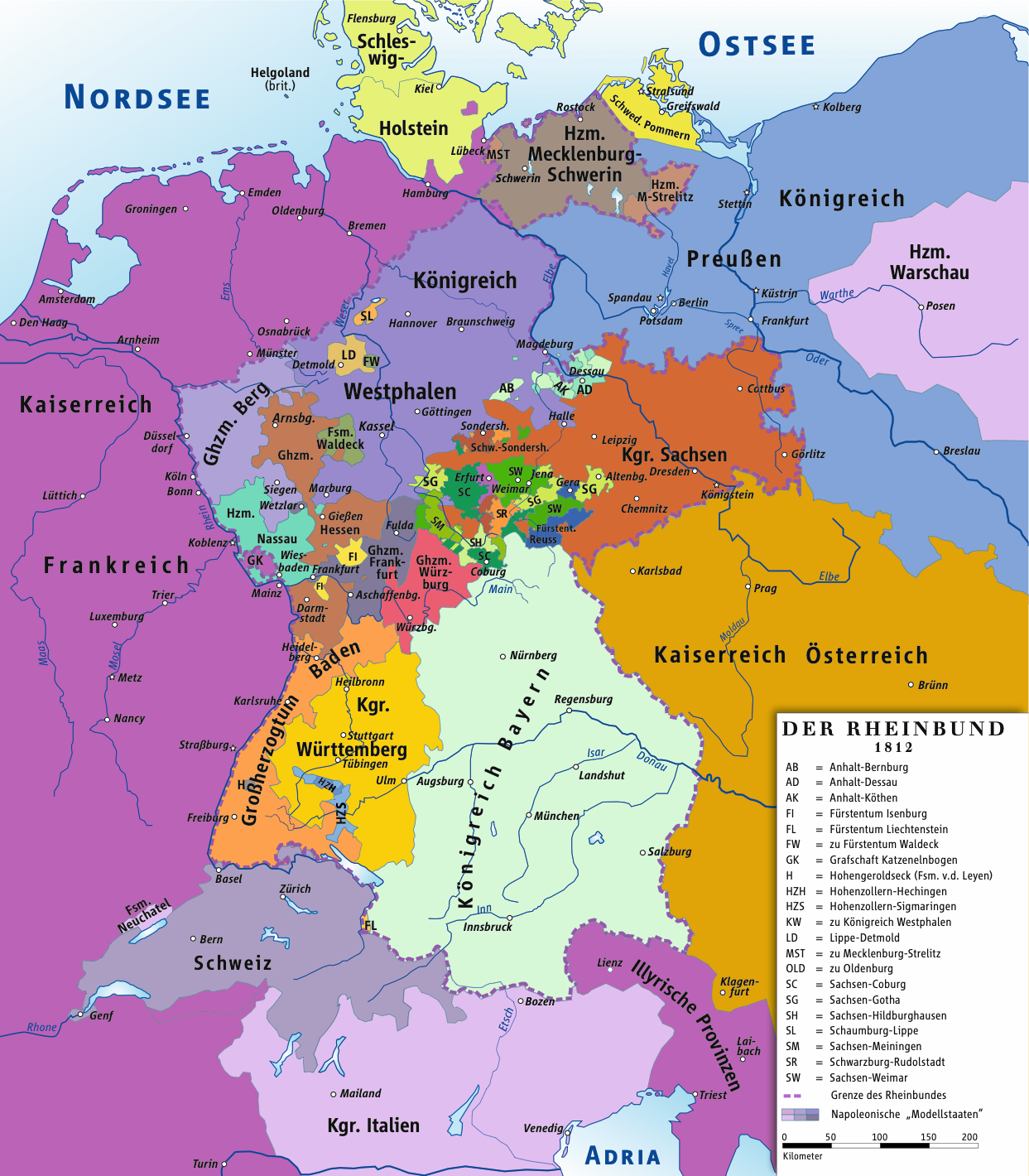
Mitgliedstaaten des Rheinbundes 1812

| Mitgliedstaat                                                       | Beitritt      | Kontingent                              | Bemerkungen                                                    |
| ------------------------------------------------------------------- | ------------- | --------------------------------------- | -------------------------------------------------------------- |
| Herzogtum Anhalt-Bernburg                                           | 11. Apr. 1807 | 700                                     |                                                                |
| Herzogtum Anhalt-Dessau                                             | 11. Apr. 1807 | 700                                     |                                                                |
| Herzogtum Anhalt-Köthen                                             | 11. Apr. 1807 | 700                                     |                                                                |
| Herzogtum Arenberg-Meppen                                           | 12. Juli 1806 | 379 von 4.000                           | Gründungsmitglied                                              |
| Fürstentum Aschaffenburg                                            | 12. Juli 1806 |                                         | Gründungsmitglied, 1810 im Großherzogtum Frankfurt aufgegangen |
| Kurfürstentum Baden                                                 | 12. Juli 1806 | 8.000                                   | Gründungsmitglied                                              |
| Königreich Bayern                                                   | 12. Juli 1806 | 30.000                                  | Gründungsmitglied                                              |
| Großherzogtum Berg                                                  | 12. Juli 1806 | 5.000                                   | Gründungsmitglied                                              |
| Großherzogtum Frankfurt                                             | 10. Feb. 1810 | 2.800                                   |                                                                |
| Großherzogtum Hessen-Darmstadt                                      | 12. Juli 1806 | 4.000                                   | Gründungsmitglied                                              |
| Fürstentum Hohenzollern-Hechingen                                   | 12. Juli 1806 | 97 von 4.000                            | Gründungsmitglied                                              |
| Fürstentum Hohenzollern-Sigmaringen                                 | 12. Juli 1806 | 193 von 4.000                           | Gründungsmitglied                                              |
| Fürstentum Isenburg-Birstein                                        | 12. Juli 1806 | 291 von 4.000                           | Gründungsmitglied                                              |
| Fürstentum von der Leyen                                            | 12. Juli 1806 | 29 von 4.000                            | Gründungsmitglied                                              |
| Fürstentum Liechtenstein                                            | 12. Juli 1806 | 40 von 4.000                            | Gründungsmitglied                                              |
| Fürstentum Lippe                                                    | 11. Apr. 1807 | 650                                     |                                                                |
| Herzogtum Mecklenburg-Schwerin                                      | 22. März 1808 | 1.900                                   |                                                                |
| Herzogtum Mecklenburg-Strelitz                                      | 18. Feb. 1808 | 400                                     |                                                                |
| Herzogtum Nassau (vereinigt aus Nassau-Usingen und Nassau-Weilburg) | 12. Juli 1806 | 1.680 von 4.000                         | Gründungsmitglieder                                            |
| Herzogtum Oldenburg                                                 | 14. Okt. 1808 | 800                                     |                                                                |
| Fürstentum Regensburg                                               | 12. Juli 1806 | 968 von 4.000                           | Gründungsmitglied, 1810 im Königreich Bayern aufgegangen       |
| Fürstentum Reuß-Ebersdorf                                           | 11. Apr. 1807 | 400                                     |                                                                |
| Fürstentum Reuß älterer Linie                                       | 11. Apr. 1807 | 400                                     |                                                                |
| Fürstentum Reuß-Lobenstein                                          | 11. Apr. 1807 | 400                                     |                                                                |
| Fürstentum Reuß-Schleiz                                             | 11. Apr. 1807 | 400                                     |                                                                |
| Königreich Sachsen                                                  | 11. Dez. 1806 | 20.000                                  |                                                                |
| Fürstentum Salm                                                     | 25. Juli 1806 | 323 von 4.000                           | Gründungsmitglied                                              |
| Herzogtum Sachsen-Coburg-Saalfeld                                   | 15. Dez. 1806 | 2.000 (Sächsische Herzogtümer zusammen) |                                                                |
| Herzogtum Sachsen-Gotha-Altenburg                                   | 15. Dez. 1806 | 2.000 (Sächsische Herzogtümer zusammen) |                                                                |
| Herzogtum Sachsen-Hildburghausen                                    | 15. Dez. 1806 | 2.000 (Sächsische Herzogtümer zusammen) |                                                                |
| Herzogtum Sachsen-Meiningen                                         | 15. Dez. 1806 | 2.000 (Sächsische Herzogtümer zusammen) |                                                                |
| Herzogtum Sachsen-Weimar                                            | 15. Dez. 1806 | 2.000 (Sächsische Herzogtümer zusammen) |                                                                |
| Fürstentum Schaumburg-Lippe                                         | 11. Apr. 1807 | 650                                     |                                                                |
| Fürstentum Schwarzburg-Rudolstadt                                   | 11. Apr. 1807 | 650                                     |                                                                |
| Fürstentum Schwarzburg-Sondershausen                                | 11. Apr. 1807 | 650                                     |                                                                |
| Fürstentum Waldeck                                                  | 11. Apr. 1807 | 400                                     |                                                                |
| Königreich Westphalen                                               | 11. Apr. 1807 | 25.000                                  |                                                                |
| Königreich Württemberg                                              | 12. Juli 1806 | 12.000                                  | Gründungsmitglied                                              |
| Großherzogtum Würzburg                                              | 23. Sep. 1806 | 2.000                                   |                                                                |